# Cedar Hill (Texas)
Cedar Hill é uma cidade localizada no estado norte-americano do Texas, no Condado de Dallas e Condado de Ellis.

## Demografia
Segundo o censo norte-americano de 2000, a sua população era de 32.093 habitantes.
Em 2006, foi estimada uma população de 42.932, um aumento de 10839 (33.8%).

## Geografia
De acordo com o United States Census Bureau tem uma área de 91,2 km², dos quais 91,0 km² cobertos por terra e 0,2 km² cobertos por água. Cedar Hill localiza-se a aproximadamente 209 m acima do nível do mar.

## Localidades na vizinhança
O diagrama seguinte representa as localidades num raio de 12 km ao redor de Cedar Hill.